# Шира (станция)
Шира́ — станция Абаканского региона Красноярской железной дороги на линии Ачинск I — Тигей. 
Расположена в селе Шира, административном центре Ширинского района Республики Хакасия.

## История
Станция Шира Ачинско-Минусинской железной дороги основана в 1916 году. Первый поезд прибыл на станцию 15 декабря 1924 года.

## Дальнее следование по станции
| № поезда | Маршрут движения | № поезда | Маршрут движения |
| -------- | ---------------- | -------- | ---------------- |
| 67       | Абакан — Москва  | 68       | Москва — Абакан  |

## В культуре
Упоминается в песне группы «Пятилетка» «На перегоне Шира — Абакан».
1. ↑  Железнодорожные станции СССР. Справочник. — М.: Транспорт, 1981